# ژرمانی (اورتانیا)
با مردم ژرمنی یا ژرمن‌ها اشتباه گرفته نشود.

آیبریا در ۳۰۰ قبل از میلاد. ژرمانی واقع در ناخیه شمال غرب اورتانیا

ژرمانی‌ها مردمی بودند که قبل از یورش کارتاژ و روم در قرن چهارم قبل از میلاد در شمال غرب ناحیه اورتانیا واقع در شبه جزیره آیبریا ساکن شدند.
این ناحیه به‌طور تقریبی در اطراف سویدادرئال و باداجوز واقع در اسپانیای امروزی قرار داشت.

## اصالت
مقاله‌های مرتبط: سلتیبریا
نویسندگان رومی مثل پلینی یا یونانی مثل استرابو، بر این باورند که اجداد و نیاکان ژرمانی‌ها از مهاجران بلژیکی و ژرمانیایی بودند که در قرن چهارم قبل از میلاد به این ناحیه مهاجرت کردند. این مردم همچنین با اقوام سلتیبری و بومیان آیبری-تارتسیایی همزیستی می‌کردند.

## فرهنگ و تاریخ
مدارک باستان‌شناسی به دست آمده از تپه‌های محلی عصر آهن مانند آلارکوس (سیوداد رئال) و سرو دلاس کابزاس تأیید می‌کند که فرهنگ بومی ژرمانی‌ها با همسایگان ایبری جنوب شرقی یا سلتیبری‌ها تفاوتی چندانی نداشتند. به علت شیوه زندگی غالباً عشایری همراه با پرستش خدایان سلتیبری می‌توان آن‌ها را در دسته مردمان بومی این منطقه قرار داد.
مردمان ژرمانی عمدتاً دست نشانده یا متحد با اورتانیایی‌هایی بودند که دولتشان ثروتمند تر بود و از لحاظ قدرت قوی تر بودند. آنها از پادشاه قدرتمند اورتانیایی اوریسون در نبرد هلیسن در سال ۲۲۸ قبل از میلاد (هلیک در منابع یونانی، شاید الچه د لا سیرا، الچه یا یکی دیگر از شهرهای اورتانیا) در برابر کارتاژی‌ها به رهبری هامیلکار بارکا حمایت کردند. شکست اوریسون در ۲۲۷ قبل از میلاد و امضای پیمان مصالحه با کارتاژ، باعث تفرقه بزرگی بین اورتانی‌ها و متحدان ژرمانی آنها شد که به سرعت شرایط صلح را رد کردند و به مقاومت در برابر گسترش کارتاژ ادامه دادند تا اینکه توسط هانیبال در ۲۲۱ قبل از میلاد شکست خوردند. آنها مطمئناً در میان سربازان اورتانیایی بودند که در آغاز جنگ دوم پونیک به آفریقا (تونس امروزی) فرستاده شدند. به نظر می‌رسد که ژرمانی‌ها موضع نرم تری نسبت به روم اتخاذ کرده‌اند، در سال ۱۵۶ قبل از میلاد در استان هیسپانیا سیتریور قرار گرفتند و به تدریج توسط اورتانی‌ایی‌ها جذب شدند.

## مقالات مرتبط
اسپانیا
اسپانیای باستان
بربرها
سلتیبری